# Косово (област Видин)
Вижте пояснителната страница за други значения на Косово.
Ко̀сово е село в Северозападна България. То се намира в община Брегово, област Видин.

## География
Намира си на 6 км от общинския център Брегово, на 27 км от областния център Видин и на 225 km от столицата София. Съществува асфалтов път до селото както и асфалтирани улици.

## История
За първи път с името Косова селото се споменава в турски данъчен регистър от 1450 г. В покрайнините на селото минава границата със Сърбия. Битов език – влашки. Селото е разделено от съседното Коилово след Първата световна война. Дотогава границата е минавала по река Тимок, която сега остава в сръбска територия.
В първите години на комунистическия режим в Косово, както в повечето влашки села във Видинско, голямо влияние има Българският земеделски народен съюз – Никола Петков и на изборите през 1946 година опозицията получава 51% от гласовете.
По време на Кулските събития през март 1951 година създаденото малко по-рано от комунистическия режим Трудово кооперативно земеделско стопанство е разтурено, но властите скоро го възстановяват принудително. По това време 12 семейства (45 души) от селото са принудително изселени от комунистическия режим.

## Население
Преброяване на населението през 2011 г.
Численост и дял на етническите групи според преброяването на населението през 2011 г.:
|                     | Численост | Дял (в %) |
| Общо                | 367       | 100,00    |
| Българи             | 358       | 97,54     |
| Турци               | 0         | 0,00      |
| Цигани              | 0         | 0,00      |
| Други               | 0         | 0,00      |
| Не се самоопределят | 0         | 0         |
| Неотговорили        | 4         | 1,08      |

## Обществени институции
- Училище „Св. св. Кирил и Методий“;
- Читалище „Просвета“;
- Физкултурен салон и общежитие;
- Църква

## Културни и природни забележителности
- Няма забележителности, но е известно със самодеен състав.
- Едно от богатствата на селото са течащите изворчета.
- Най-старата къща в селото принадлежи на фамилия Дудови последно преустроена през 1909 г. Известно е че къщата е опожарявана  и разрушавана 7 пъти, след което е възстановявана (последно през 1909 г.). На мястото на имота е бил някогашния турски конак.

## Редовни събития
- Съборът на селото е на Спасовден.

### Цитирани източници
- Груев, Михаил. Преорани слогове. Колективизация и социална промяна в Българския северозапад 40-те – 50-те години на XX век.   София, Сиела, 2009. ISBN 978-954-28-0450-5.